# Toyota ProAce City
Toyota Proace City — компактний фургон, який представляє японський автовиробник Toyota з 2019 року.

## Опис

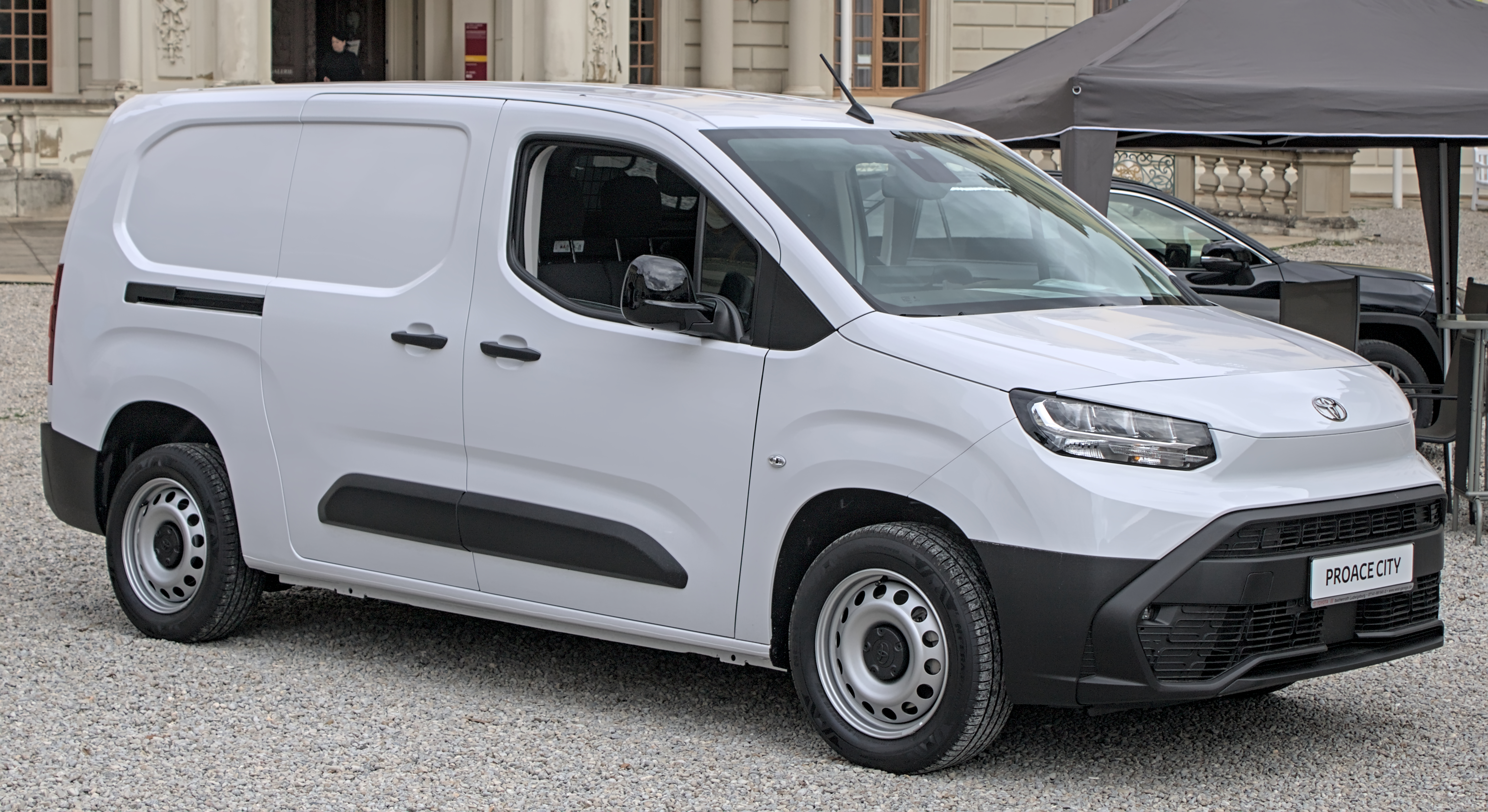
Toyota ProAce City (з 2024)

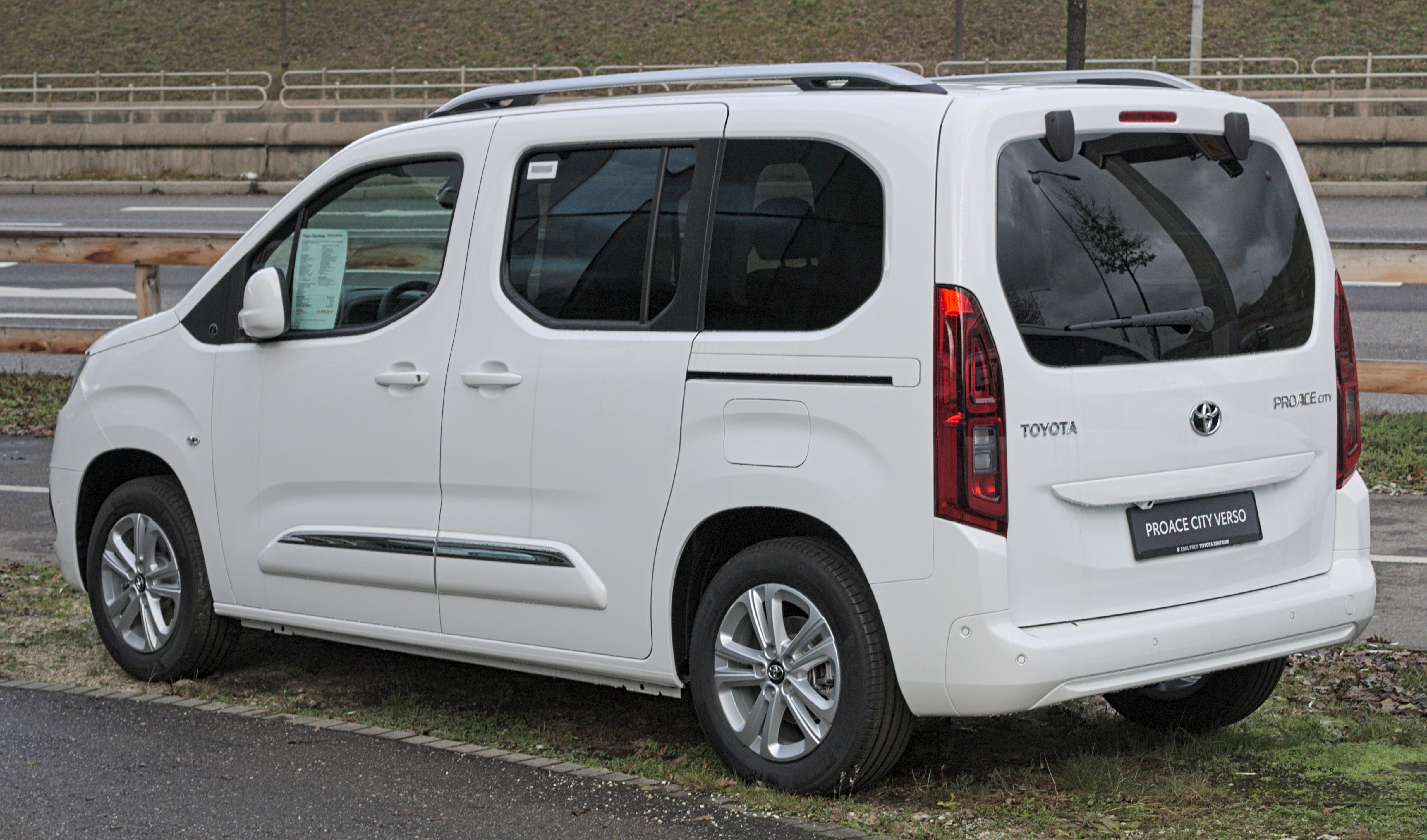

30 квітня 2019 року на автосалоні в Бірмінгемі Toyota представила компактвен Toyota Proace City. Автомобіль збудовано на платформі PSA EMP2, разом з Peugeot Partner, Opel Combo i Citroën Berlingo.
Модель Proace City випускається у вигляді вантажної версії з приставкою Van до імені та як пасажирська (Toyota Proace City Verso). У версії Van можна вибрати двох-або тримісний перший ряд, а також наявність другого ряду (що складається). У Verso можна вибрати тип другого ряду (три окремі крісла, або диван, розділений в пропорції 40:60), а також наявність третього ряду. Як Van, так і Verso до того ж можуть бути в двох модифікаціях по довжині (4403 мм при базі в 2785 мм або 4753 мм з базою 2975). Причому компактвен Proace City Verso може бути семимісним як в короткому, так і довгому кузові. Ширина автомобіля — 1848 мм, а висота, в залежності від модифікації, становить від 1796 до 1860 мм.

### ProAce City Electric
ProAce City Electric оснащений тією ж трансмісією, що й більший ProAce Electric, включаючи електричний тяговий двигун, який розвиває 136 к.с. (100 кВт) і 260 Нм крутного моменту, а також високовольтну літій-іонну батарею. потужністю 50 кВт-год. Це дає ë-Berlingo запас ходу 280 км за їздовим циклом WLTP. Стандартний бортовий зарядний пристрій має максимальну вхідну потужність 7,4 кВт (змінний струм); його можна оновити до 11 кВт (змінного струму) та 100 кВт (постійного струму).

## Двигуни

### Бензинові
| Двигун           | Об'єм см³ | Потужність к.с. при об/хв | Крутний момент Нм при об/хв | Розміщення і кількість циліндрів | Клапанний механізм/ Кількість клапанів | Розгін (с) 0-100 км/год | Максимальна шидкість км/год | Витрата пального (л/100 км) місто/шосе/середня | Роки виробництва |
| ---------------- | --------- | ------------------------- | --------------------------- | -------------------------------- | -------------------------------------- | ----------------------- | --------------------------- | ---------------------------------------------- | ---------------- |
| 1.2 PureTech 110 | 1199      | 110/5500                  | 205/1500                    | I3                               | DOHC/12                                |                         |                             |                                                | з 2019           |
| 1.2 PureTech 130 | 1199      | 130/5500                  | 230/1750                    | I3                               | DOHC/12                                |                         |                             |                                                | з 2019           |

### Дизельні
| Двигун       | Об'єм см³ | Потужність к.с. при об/хв | Крутний момент Нм при об/хв | Розміщення і кількість циліндрів | Клапанний механізм/ Кількість клапанів | Розгін (с) 0-100 км/год | Максимальна шидкість км/год | Витрата пального (л/100 км) місто/шосе/середня | Роки виробництва |
| ------------ | --------- | ------------------------- | --------------------------- | -------------------------------- | -------------------------------------- | ----------------------- | --------------------------- | ---------------------------------------------- | ---------------- |
| 1.5 D-4D 75  | 1499      | 75/3750                   | 240/1750                    | I4                               | DOHC/16                                |                         |                             |                                                | з 2019           |
| 1.5 D-4D 100 | 1499      | 100/3750                  | 260/1750                    | I4                               | DOHC/16                                |                         |                             |                                                | з 2019           |
| 1.5 D-4D 130 | 1499      | 130/3750                  | 300/1750                    | I4                               | DOHC/16                                |                         |                             |                                                | з 2019           |